# 比尔古
比尔古，又名维托里奥萨（義大利語：Vittoriosa），又以其称号维托里奥萨城（直译：「胜利之城」）而著称，是马耳他的市镇，位于瓦莱塔南面的小半岛上，濒临大港。市镇面积为0.5平方公里，2019年人口数量为2,489人。
比尔古与科斯皮夸和森格萊阿组成中世纪马耳他著名的三镇。1530年成为圣约翰骑士团在马耳他岛上的第一处驻地。在1565年的马耳他围城战中，为骑士团抵御奥斯曼土耳其人的入侵的重要据点，得胜后改名，1570年以前一直为都城。

## 友好城市
- 法國 圣特罗佩